# Callipallene spectrum
Callipallene spectrum là một loài nhện biển trong họ Callipallenidae. Loài này thuộc chi Callipallene. Callipallene spectrum được miêu tả khoa học năm 1881 bởi Dohrn.